# 16 (număr)
16 (șaisprezece) este un număr natural precedat de 15 și urmat de 17.

## În matematică
16:
- Este un număr par și un număr compus,[1] având divizorii: 1, 2, 4, 8 și 16. Este cel mai mic număr care are fix 5 divizori.
- Este primul număr Erdős-Woods.[2]
- Este un număr practic.[3][4]
- Este un număr puternic.[5][6]
- Este un număr rotund.[7][8]
- Este un număr Størmer.[9][10]
- Este puterea a doua a lui 4, adică este un pătrat perfect: 16 = 42 = 4 x 4.
- Este a patra putere[11] a lui doi: 16 = 24 = 2 x 2 x 2 x 2.
- Este cel mai mare număr întreg cunoscut n pentru care 2n+1 este număr prim.
- Este baza sistemului de numere hexazecimale, care este utilizat pe scară largă în informatică, deoarece un octet cuprinde exact două cifre hexazecimale.
- Este singurul număr întreg pentru care mn și nm sunt egale, unde m = 4 și n = 2 (sau invers).[12] Această proprietate este adevărată deoarece 22 = 2 × 2. De asemenea, 6 este egal cu 32 (vezi și tetrație).
- Este un număr centrat pentagonal.[13]

## În știință
- Este numărul atomic al sulfului.[14]
- Grupa a 16-a din tabelul periodic al elementelor este grupa calcogenilor (grupa oxigenului) și conține elementele chimice oxigen, sulf, seleniu, telur, poloniu și livermoriu.

### Astronomie
- NGC 16 este o galaxie lenticulară în constelația Pegas.
- Messier 16 este un roi deschis din constelația Șarpele.
- 16 Psyche este o planetă minoră.
- 16 Arietis este o stea din constelația Berbecul.
- 16P/Brooks este o cometă periodică din sistemul solar.

## În cultura populară
- În serialul TV LOST: Naufragiații, 16 este unul dintre cele 6 numere recurente (4, 8, 15, 16, 23, 42) care apar frecvent pe tot parcursul emisiunii.

## Alte domenii
- Codul pentru departamentul francez Charente .
- Vârsta de consimțământ sexual în unele state.[15]
- 16 Dorințe, un film din 2010
- DN16, un drum național din România.